# 飛騨神岡駅
飛騨神岡駅（ひだかみおかえき）は、岐阜県飛騨市神岡町船津にあった神岡鉄道神岡線の駅。
神岡線の廃線により、2006年（平成18年）に廃駅となった。

## 歴史
- 1966年（昭和41年）10月6日：日本国有鉄道（国鉄）神岡線の飛騨船津駅（ひだふなつえき）として開業[1]。旅客営業のみ[1]。
- 1971年（昭和46年）10月1日：駅員無配置駅となる[2]。
- 1984年（昭和59年）10月1日：神岡鉄道に転換、飛騨神岡駅に改称[1]。
- 2006年（平成18年）12月1日：廃止。

## 駅構造
単式ホーム1面1線を有する高架駅であった。線路は急傾斜を避けるべく山肌に敷かれているため、谷あいに開けた神岡中心街の上を鉄橋で越えており、鉄橋の両端に迫る山をトンネルで抜けていた。ホームはその鉄橋の上に設けられ、ホーム上にはその他恵比寿の木像を祀る祠が建てられていた。ホームの下には神通川水系高原川の支流山田川が流れており、二つのトンネルを橋で直接結び山田川を渡る形になっていた。
ホームの猪谷方の端から階段を降りたところに駅舎が置かれていた。コンクリート造り一階建てで、内部には待合所やトイレのほか、駅事務室部分を改装した美容室があり営業を行っていた。当駅は完全な無人駅であり、美容室では乗車券の販売などは一切行われていなかった。駅舎はホームよりは低いものの街より高い位置にあり、駅舎を出るとさらに階段を下りて外に出る。

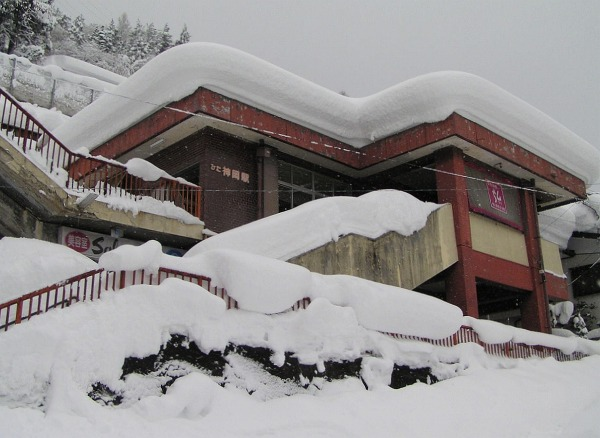
冬の飛騨神岡駅（2005年12月）

## 駅周辺
旧神岡町中心街および旧町役場の最寄り駅で、徒歩約300 mで中心市街に出る。そこから高原川を渡ると旧神岡町役場に出る。当駅周辺には人家が多くあり商店などもよく見られる。
当駅の階段を下るとすぐに幸土泉水という湧き水があり、昔から清水が湧いていたと伝えられている。山肌に沿って造られた国道41号のバイパス工事によって水源の断たれることが危惧されたが、枯れることを免れ今も清水を湛えている。
当駅下に濃飛バスの停留所があり、飛騨古川駅・高山駅方面と神岡町を結ぶ路線バスが運行されている。
駅の北にあるトンネルの上を国道41号が山田川に沿って走り、対岸の神岡中心部の端を国道471号が走っている。
- 飛騨市立神岡小学校
- 飛騨市役所神岡振興事務所（旧神岡町役場）
- 飛騨市立神岡中学校
- 神岡城、高原郷土館、神岡鉱山資料館
- 飛騨市神岡図書館
- CBCラジオ飛騨神岡ラジオ中継局（1062kHz 100W）
- 東海ラジオ放送飛騨神岡中継局（1458kHz 100W）
- NHK岐阜放送局飛騨神岡ラジオ中継局（第1放送1341kHz 100W 第2放送1539kHz 100W）
- 岐阜放送飛騨神岡ラジオ中継局（720kHz 100W）

## 隣の駅
神岡鉄道
神岡線
神岡鉱山前駅 - 飛騨神岡駅 - 神岡大橋駅